# FIROS

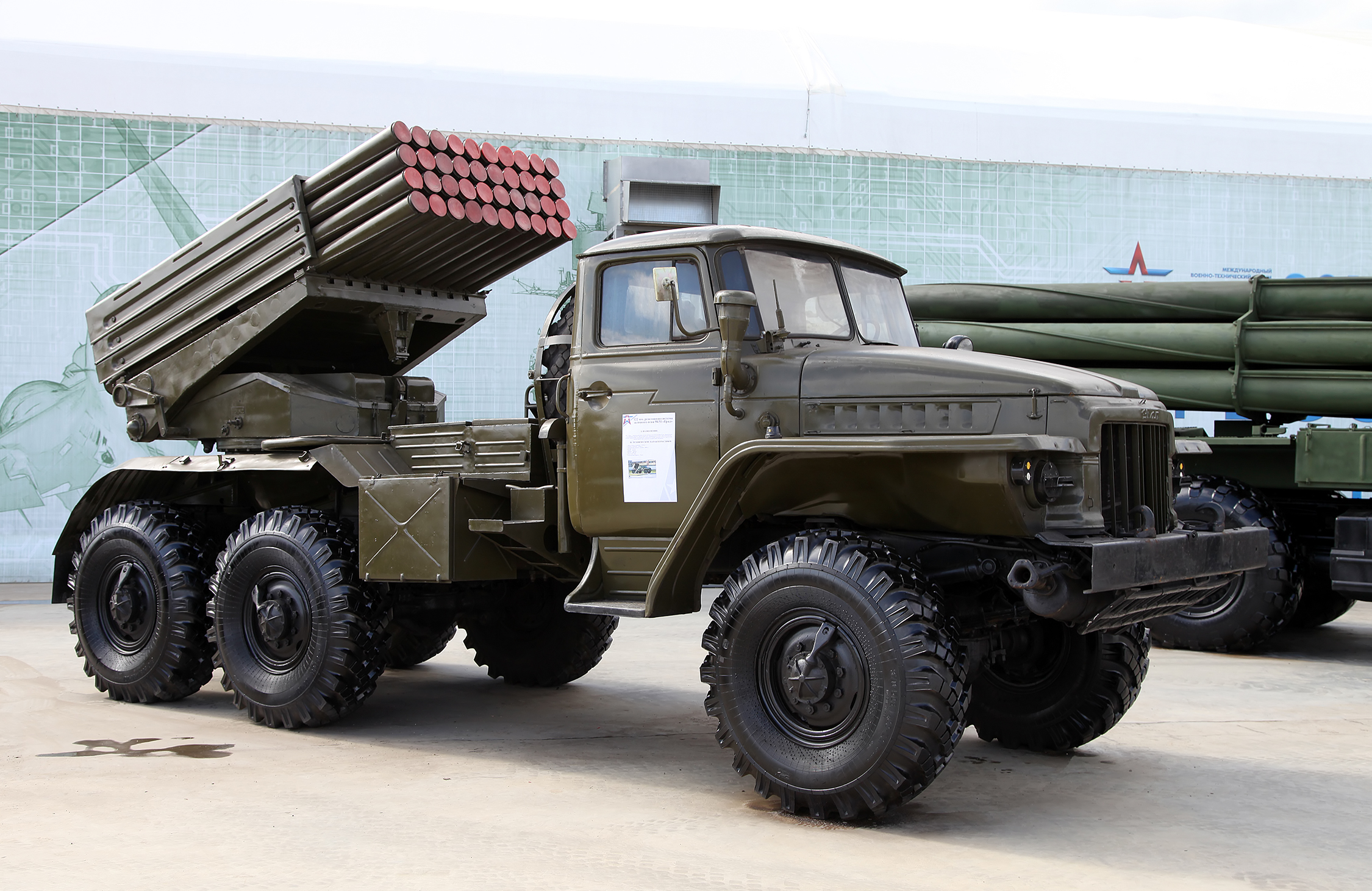

Il sistema FIROS (FIeld ROcket System) è una famiglia di lanciarazzi multipli italiani sviluppata negli anni 1970 dall'azienda BPD, all'epoca la principale a livello nazionale nel campo della propulsione a razzo. Il sistema venne sviluppato per l'esportazione, con alcune decine di lanciatori per la versione FIROS 25 venduti ad alcuni paesi arabi, e una batteria di FIROS 30, presentato negli anni 1980 allo Stato Maggiore dell'Esercito Italiano, acquistata per impiego sperimentale.

## Storia del progetto
Il programma multinazionale anglo-italo-tedesco RS 80 MARS, relativo ad un lanciarazzi in calibro 300 mm montato sullo scafo di un carro armato Leopard 1 andò abortito nel 1977. Sull'onda del successo di esportazione dei razzi sovietici della serie Grad, la società italiana SNIA-BPD progettò due modelli di nuovi razzi, uno leggero e uno medio, della serie FIROS (FIeld ROcket System) destinati principalmente al mercato dell'esportazione.

### FIROS 6
Il primo sistema, designato FIROS 6, era relativo ad una razziera leggera a 48 canne in calibro 51 mm che poteva essere installata sul pianale di una autovettura da ricognizione Fiat AR-76, Nuova Campagnola o Land Rover, o sulla parte superiore dello scafo di un veicolo da trasporto truppe blindato Fiat 6614. Inoltre tale razziera poteva essere sistemata su un apposito rimorchio trainabile. Il prototipo fu presentato all'esercito italiano installato su una Land Rover, ma non fu emesso alcun ordine di acquisto, mentre sei sistemi furono acquistati dal Messico per essere assegnati alla fanteria di marina.

### FIROS 25
Il secondo tipo, denominato FIROS 25, era un lanciarazzi semovente a saturazione d'area dotato di 40 tubi di lancio calibro 122 mm installato su un autocarro 6x6 Magirus Deutz o Mercedes-Benz. Il sistema d'arma poteva essere pronto al fuoco in cinque minuti, e disponeva di un doppio sistema di brandeggio manuale o ad asservimento elettro-idraulico. Il caricamento poteva avvenire manualmente, o meccanicamente tramite la sostituzione di uno dei due moduli, ognuno dotato di 20 tubi di lancio, di cui era composta la razziera. Detti moduli venivano trasportati da un apposito veicolo di rifornimento. Sviluppato a partire dal 1976, il FIROS 25 venne testato nell'aprile 1978, e la sperimentazione terminò nel 1981. Primo cliente fu l'esercito degli Emirati Arabi Uniti che acquistò 48 lanciarazzi, mentre razzi da 122 mm FIROS vennero acquistati e riprodotti in Iraq, dove furono adattati all'utilizzo di una testata chimica.
Nel corso del 1995 negli EAU si verificarono alcuni casi di incendio e detonazione dei razzi FIROS 25 immagazzinati. Secondo i rappresentanti della società questi incidenti erano collegati alla violazione del regime di temperatura durante lo stoccaggio in climi caldi. Alla fine del 1996 circa 24 sistemi FIROS 25 vennero disattivati e, a partire dalla metà del 2002, tutti e 48 erano stati posti in posizione di riserva.

### FIROS 30
Dopo il fallimento del programma multinazionale RS-80 MARS, relativo ad un lanciarazzi pesante semovente, e l'abbandono di quelli nazionali Breda BR-51GS, RC-12 e IA-100R, l'Esercito italiano lasciò momentaneamente l'idea di acquisire i lanciarazzi multipli, ritornando ad interessarsene verso l'inizio degli anni ottanta. In quella occasione la SNIA propose una versione modificata del sistema FIROS 25, dotata di maggiore gittata e installata su di un autocarro FIAT-Iveco con cabina di guida corazzata, che fu denominata FIROS 30. Nel 1986 l'esercito avviò la fase di valutazione, quando già nel 1982 aveva aderito al programma multinazionale MLRS in calibro 227 mm, mantenendo l'interesse anche negli anni successivi come sistema complementare al precedente. Le prove, condotte su due sistemi costruiti a spese delle società costruttrici, si conclusero nel 1991, e in quello stesso anno furono fatti sfilare durante la parata militare del 2 giugno in via dei Fori Imperiali a Roma. Per l'anno successivo fu prevista l'acquisizione di una batteria costituita da un autocarro posto comando, 4 veicoli lanciatori e 4 da rifornimento, primi di un totale di 60 sistemi d'arma considerati necessari. Con essi era previsto di armare un gruppo di supporto generale da assegnare a ogni corpo d'armata, oltre a quelli necessari all'addestramento. La fine della guerra fredda e l'elevatissimo costo di acquisto, pari a 270 miliardi di lire dell'epoca per i 4 gruppi lanciarazzi, portarono all'annullamento del programma di acquisto.

## Caratteristiche tecniche
La versione FIROS 30 destinata all'Esercito Italiano, doveva andare ad equipaggiare 3 gruppi lanciarazzi con 10 batterie di 6 lanciatori l'una, verteva sull'uso di un autocarro 6x6 ad alta mobilità IVECO APC-90, con cabina blindata dotata di protezione NBC e sistemi automatizzati per la navigazione e il brandeggio dei lanciatore. Il peso del sistema, circa 17,3 tonnellate, non lo rendeva idoneo al trasporto sui Lockheed C-130H Hercules.
Il razzo, a propellente composito posizionato per colata che consentiva una maggiore gittata nonostante il peso del booster, era lungo 2,8 m, pesava a seconda del tipo da 65,5 a 72 kg e raggiungeva una gittata massima variabile da 30 a 34 km.
Le testate belliche, del peso di 26 kg, potevano essere di vario tipo, ad HE da 26 kg, con gittate di 34 km, a submunizioni (ben 77 bombette antiamateriale o 6 mine anticarro) con gittata di 30 km.
La salva può essere sparata in 16 secondi e il veicolo in circa 3 minuti può fermarsi, sparare, e ripartire. I veicoli per il rifornimento trasportano 4 moduli da 20 canne, con cui sostituire, invece che ricaricare, quelli usati.

## Versioni
- FIROS 6: versione leggera a 48 canne in calibro 51 mm, trainabile o installabile su leggeri veicoli da ricognizione. Il sistema di lancio pesava 250 kg carico, era lungo 2 m, largo 0,51 m, alto 0,93 m, ed aveva un arco di brandeggio ad azionamento manuale di 360° in orizzontale, e da -5° a +45° in verticale.[4] Il razzo impiegato era lungo 1 m, pesava 4,8 kg e dopo un volo di 39 secondi raggiungeva la gittata massima di 6 550 m.[4] La testata bellica installabile poteva essere anticarro-antipersonale (AP/AT), ad alto esplosivo incendiaria (HEI), illuminante, nebbiogena, a frammentazione e da addestramento. Sotto la razziera vi era il deposito munizioni, che poteva ospitare 36 razzi di riserva, suddivisi in due cellule ognuna da 18.[5]
- FIROS 25: versione media a 40 canne in calibro 122 mm, installabile su autocarri.[4] Il sistema di lancio aveva un arco di brandeggio ad azionamento manuale o idraulico di 210° in orizzontale, e da 0° a +60° in verticale.[4] Il razzo impiegato, a propellente a doppia base estruso, era lungo 2 m, pesava 52,5 kg e raggiungeva la gittata massima di 25 000 m.[4] Potevano essere installate due tipi di testate, una ad alto esplosivo del peso di 17 kg, e una a sub-munizioni[N 4]  del peso di 26,5 kg e gittata massima di 22 000 m. Potevano essere installate anche testate nebbiogene, incendiarie, e a frammentazione.[4]
- FIROS 70: nel corso del 1989 la casa costruttrice annunciò l'inizio dello sviluppo di una nuova versione del lanciarazzi in calibro 315 mm,[3] con una gittata di 70 km. Il sistema di lancio binato doveva essere installato su autocarro, e fu iniziato lo sviluppo di numerosi tipi di testate.[3] Il programma andò avanti fino alla metà del 1997, quando venne definitivamente abbandonato.[3]

## Utilizzatori
Emirati Arabi Uniti
- Esercito degli Emirati Arabi Uniti

 Iraq
- Al-Quwwat al-Barriyya al-ʿIrāqiyya

 Italia
- Esercito Italiano

 Messico
- Infantería de Marina

### Periodici
- Filippo Capellano e Enzo Mosolo, Le artiglierie a traino meccanico dell'esercito italiano 1945-2018, in Storia Militare Dossier, n. 40, Parma, Ermanno Albertelli, novembre 2018,  pp. 113-119.